# Харьковский национальный медицинский университет
Харьковский национальный медицинский университет (укр. Харківський національний медичний університет) — учебное заведение высшего медицинского образования по подготовке высококвалифицированных специалистов медицинского профиля, расположено в городе Харьков. Основано в 1805 году.

## История

### Медицинский факультет Харьковского университета

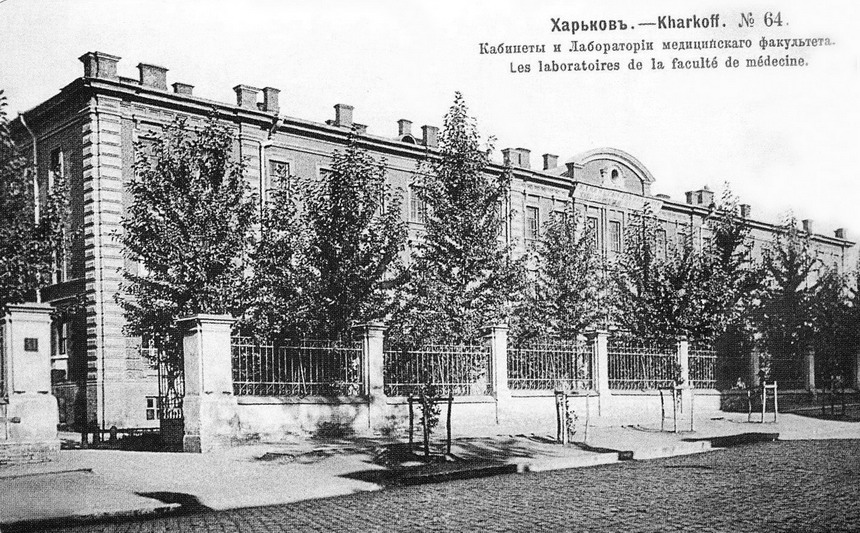
Факультеты и лаборатории медицинского. факультета Харьковского университета в 1880-х годах (ул. Сумская, 39). Здание было разрушено во время ВОВ.

В ноябре 1804 года Императором Всероссийским Александром I были подписаны Утвердительная грамота и устав Императорского Харьковского Университета, торжественное открытие которого состоялось 17 (29) января 1805 года.
Согласно университетскому уставу 1804 года, учреждалось 4 отделения: словесных наук, нравственных и политических наук, физических и математических наук, врачебных и медицинских наук. Отделение врачебных наук из-за отсутствия желающих на нём учиться было открыто для студентов только в 1811 году. Несмотря на отсутствие студентов-медиков в первые годы существования университета, медицинский факультет периодически работал, его 6 специальных кафедр (Анатомия, Физиология и судебно-врачебная наука; Патология, Терапия и клиника; Хирургия; Повивальное искусство; Скотолечение; Врачебное веществословие, Фармация и врачебная словесность) имели своих руководителей-профессоров, которым совет университета поручал различные специальные занятия (читали лекции по энциклопедии воспитанникам Харьковского коллегиума, направлялись в инспекторские поездки по учебному округу, выступали с актовыми речами, готовили учебные пособия, разбирали и систематизировали университетскую библиотеку, в соответствии с п. 52 университетского устава выступали с учёными сообщениями в особых ежемесячных заседаниях совета и т. п.). Профессор В. Ф. Дрейсиг (терапия) и адъюнкт Л. О. Ванноти (анатомия) выступили на совете университета в 1807 году с докладом «Об ужасном загрязнении г. Харькова, которое порождает разные болезни», профессора П. М. Шумлянский (хирургия) и Г. Г. Корритари (врачебное веществословие) выступили с актовыми речами соответственно в 1806 году — «О физических способах жизни» и 1807 году — «О соединении изучения медицины и философии». В заседаниях совета П. М. Шумлянский доложил свои «Рассуждения о врачебной пользе минеральных Константиноградских вод», а Ф. В. Пильгер — «Краткое рассуждение о свирепствующей в некоторых губерниях меж рогатым скотом заразе».
В 1809/1810 учебном году появились первые студенты, и факультет начал работать в полном объёме.

### Харьковский женский медицинский институт
Харьковский женский медицинский институт (ХЖМИ) — частное высшее учебное заведение Российской империи, созданное по инициативе Харьковского медицинского общества (ХМО), открытое в 1910 году.
За годы своего существования институт выпустил около 2000 женщин-врачей.

### Харьковская медицинская академия
В 1920 году в связи с реформой высшего образования в стране старые университеты прекратили своё существование, а их факультеты были реорганизованы в самостоятельные высшие учебные заведения с сохранением всего имущественного комплекса, штатов и финансирования. Медицинский факультет Харьковского университета был «слит» с Женским медицинским институтом Харьковского медицинского общества и реформирован в Харьковскую государственную медицинскую академию.
В ноябре 1921 года решением Малой коллегии Главпрофобра (Украинское главное управление профессионального образования) Академия переименована в Харьковский государственный медицинский институт.
В 1935 году решением Совета Народных Комиссаров УССР в Харькове был организован 2-й Харьковский государственный медицинский институт.
В декабре 1943 года приказом по Наркомату здравоохранения СССР оба Харьковских медицинских института объединены в один с названием Харьковский медицинский институт Наркомата здравоохранения УССР.
В апреле 1994 года решением Кабинета Министров Украины Харьковский государственный медицинский институт реорганизован в Харьковский государственный медицинский университет.
В ноябре 2007 году Указом Президента Украины Харьковскому государственному медицинскому университету присвоен статус национального с наименованием Харьковский национальный медицинский университет.

## Корпуса и кампусы
Университет имеет комплекс современных сооружений для осуществления учебного процесса и 5 общежитий. Все учащиеся додипломной и последипломной форм обучения на 100 % обеспечены общежитием.
В состав университета входят 67 кафедр. Кафедры оборудованы современными аудиториями.
Кафедры, на которых обучаются студенты 1—3 курсов, расположены в четырёх учебных корпусах университета. Кафедры, осуществляющие преподавание клинических дисциплин, находятся на базах Научно-практического медицинского центра ХНМУ, Украинского научно-практического центра акушерства, гинекологии и репродуктологии, Научно-исследовательского института гигиены труда и профессиональных заболеваний ХНМУ, Украинского института клинической генетики. Университетского стоматологического центра ХНМУ, 9 областных, 10 городских, 5 ведомственных лечебных учреждений. Учебно-научный центр университета оборудован классами фантомных технологий обучения.
Значительную роль в обеспечении учебного процесса и подготовки специалистов играет Научная библиотека, которая является центральным звеном в системе информационного обеспечения учебно-воспитательного и научно-педагогического процессов университета.
Библиотека имеет разветвлённую структуру и сеть пунктов обслуживания: 8 отделов и 9 секторов; работают 5 абонементов — 3 учебных, научный и художественный; 11 читальных залов, в том числе научный, гуманитарной подготовки и самостоятельной работы, 5 читальных залов в студенческих общежитиях; 10 библиотечных пунктов на кафедрах и один в НИИ гигиены труда и профессиональных заболеваний. Организован абонемент с читальным залом для студентов англоязычной формы обучения — Library for English medium students, где представлена учебная и научная литература на английском языке.
Фонд Научной библиотеки ХНМУ насчитывает свыше 1 млн экземпляров. Библиотечные процессы автоматизированы. Сегодня все компьютеры локальной сети библиотеки подключены к сети Интернет, в том числе в 2 залах электронной информации для студентов и учёных, действует зона Wi-Fi. На сайте библиотеки предоставлен доступ к электронному каталогу и другим ресурсам.
Важным шагом к системе обмена информацией с мировым научным сообществом стало создание Репозитария ХНМУ, который является частью электронной коллекции Научной библиотеки.

## Наука
Научная деятельность была и остаётся фундаментом качественной подготовки высококвалифицированных специалистов на додипломном и последипломном этапах обучения, решения актуальных задач медицинской теории и практики, идентификации и признания Харьковского национального медицинского университета научной общественностью.
Основные научные направления деятельности университета:
1. Профилактика, диагностика и лечение сердечно-сосудистых заболеваний.
2. Миниинвазивные вмешательства при острой и хронической патологии.
3. Усовершенствование профилактики, диагностики и лечения вирусных, бактериальных инфекций на основании изучения их патогенетических механизмов.
4. Разработка и внедрение эффективных методов и способов профилактики, диагностики и лечения важнейших заболеваний и травм.

Ежегодно в университете выполняется около 10 научно-исследовательских работ, финансируемых за счёт госбюджета, и около 40 инициативно-поисковых работ. Сотрудники университета участвуют в реализации 16 международных научных проектов.
Среди учёных университета (2010 год) — академик Национальной академии наук Украины (В. И. Грищенко), 5 членов-корреспондентов Национальной академии медицинских наук Украины (А. Н. Беловол, Е. Я. Гречанина, В. Н. Лесовой, В. И. Лупальцов, Н. И. Пилипенко), 2 заслуженных работника образования Украины (А. Я. Цыганенко, Ю. С. Паращук), 18 Заслуженных деятелей науки и техники Украины (В. И. Грищенко, Ж. Д. Семидоцкая, В. И. Лупальцов, С. И. Шевченко, В. И. Сипитый, В. С. Приходько, А. Ф. Яковцова, М. П. Воронцов, О. Я. Бабак, А. Н. Беловол, И. Ф. Костюк, П. Г. Кравчун, Е. Г. Дубенко, Е. Я. Гречанина, Н. И. Пилипенко, О. Н. Ковальова, В. В. Бойко, И. А. Григорова), 9 лауреатов Государственной премии Украины (В. И. Грищенко, В. И. Лупальцов, Е. Я. Гречанина, Е. Г. Дубенко, В. В. Бойко, О. В. Береснев, В. А. Сипливый, Ж. Д. Семидоцкая, И. А. Криворучко); 13 заслуженных врачей Украины (В. Н. Лесовой, А. М. Дащук, А. Н. Беловол, Н. И. Берёзка, И. А. Гарагатый, М. С. Дубинин, Н. М. Андоньева, К. М. Сокол, Ю. В. Одинец, Д. Ю. Дончак, Г. В. Мальцев, Г. Р. Муратов, И. В. Летик).
В университете функционируют 5 специализированных учёных советов с правом приёма для рассмотрения и проведения защит диссертаций на соискание учёных степеней доктора и кандидата наук по 11 специальностям:
- 14.01.01 — акушерство и гинекология,
- 14.03.02 — патологическая анатомия,
- 14.01.03 — хирургия,
- 14.01.22 — стоматология,
- 14.02 01 — анатомия человека,
- 14.03.04 — патологическая физиология,
- 14.01.02 — внутренние болезни,
- 14.01.10 — педиатрия,
- 14.01.11 — кардиология,
- 03.00.15 — генетика,
- 14.03.05 — фармакология (медицинские науки).

## Структура университета
В состав университета входят:
- 9 факультетов:
  - 1-й медицинский факультет (специальность «Медицина»);
  - 2-й медицинский факультет (специальность «Медицина»);
  - 3-й медицинский факультет (специальности «Медицина», «Педиатрия»);
  - 4-й медицинский факультет (специальность «Медицина»);
  - 5-й медицинский факультет по подготовке иностранных студентов (специальность «Медицина»);
  - 6-й медицинский факультет по подготовке иностранных студентов (специальность «Медицина»);
  - 7-й медицинский факультет по подготовке иностранных студентов (специальность «Медицина»);
  - стоматологический факультет;
  - факультет последипломного образования.
- 64 кафедры;
- 6 учебных научно-практических объединений:

«Терапия» (руководитель — проф. О. Я. Бабак, грубиян),

«Хирургия» (руководитель — проф. В. В. Бойко),

«Акушерство и гинекология» (руководитель — проф. Н. А. Щербина),

«Урология» (руководитель — чл.-корр. НАМН Украины, проф. В. Н. Лесовой),

«Медрадиология» (руководитель — проф. Н. В.Красносельский),

«Медицинская генетика» (руководитель — чл.-корр. НАМН Украины, проф. Е. Я. Гречанина).
- Медицинский колледж ХНМУ.
- 2 научных института: НИИ гигиены труда и профессиональных заболеваний ХНМУ, Украинский институт клинической генетики ХНМУ;
- центральная научно-исследовательская лаборатория;
- 4 проблемные научные лаборатории;
- лечебно-учебно-научное подразделение ХНМУ «Университетский стоматологический центр»;
- научно-практический медицинский центр ХНМУ;
- Украинский научно-практический медицинский центр акушерства, гинекологии и репродуктологии ХНМУ.

## Научная работа
Харьковский национальный медицинский университет имеет мощную научно-исследовательскую базу. В университете выполняется около 40 НИР по приоритетным направлениям: профилактика, диагностика и лечение сердечно-сосудистых заболеваний; миниинвазивные вмешательства при острой и хронической патологии; усовершенствование профилактики, диагностики и лечения вирусных, бактериальных инфекций на основе изучения их патогенетических механизмов; разработка и внедрение эффективных методов и способов профилактики, диагностики и лечения важнейших заболеваний и травм; восстановительная медицина (здоровье здоровых). Научные исследования проводятся в Центральной научно-исследовательской лаборатории, пяти проблемных лабораториях, на кафедрах, а также на базе двух научных институтов и шести учебных научно-производственных объединений («Урология» — кафедра урологии, нефрологии и андрологии, Харьковский областной клинический центр урологии и нефрологии им. В. И. Шаповала; «Хирургия» — кафедра хирургии № 1, Институт общей и неотложной хирургии НАМН Украины; «Терапия» — кафедра внутренней медицины № 1 и клинической фармакологии, Институт терапии НАМН Украины им. Л. Т. Малой; «Акушерство и гинекология» — кафедра акушерства и гинекологии № 1, Институт проблем криобіологии и криомедицины НАН Украины; «Медрадиология» — кафедра радиологии и радиационной медицины, Институт медрадиологии НАМН Украины им. С. П. Григорьева; «Медицинская генетика» — кафедра медицинской генетики, Украинский институт клинической генетики ХНМУ).
Ежегодно сотрудники университета получают свыше 80 патентов Украины на изобретения и полезные модели, издают свыше 1400 статей в профессиональных изданиях. В наукометричной базе SCOPUS университет занимает 5-е место среди высших учебных медицинских заведений Украины.

## Награды и репутация
Имеет низкую репутацию. В наукометрической базе SCOPUS университет занимает 29-е общее и 5-е место среди высших учебных медицинских заведений Украины, в рейтинге ВУЗ Украины ЮНЕСКО «Топ 200» — 47-е место.
В 2000 году университет награждён Орденом Почёта и серебряным дипломом рейтинга «Золотая фортуна». ХНМУ стал лауреатом рейтинга высших учебных заведений «Украина-2000». В 2001 году коллектив университета награждён серебряным дипломом VII Международного открытого рейтинга «Золотая фортуна» в номинации «Качество III тысячелетия». В 2010 году университету присвоено почётное звание «Лидер современного образования» на Международной выставке «Современное образование Украины», а в 2011 и 2012 годах — «Лидер национального образования» на Международных выставках «Образование и карьера-2011» и «Образование и карьера-2012».

## Международное сотрудничество
ХНМУ — член Международной ассоциации университетов (под эгидой ЮНЕСКО) с 1998 года, внесён в реестр медицинских университетов Всемирной организации здравоохранения (Avicenna Directories).
Международная деятельность Харьковского национального медицинского университета направлена на повышение рейтинга университета в системе высшего медицинского образования Украины и дальнейшую интеграцию в мировое образовательное и научное пространство. Эта работа ведётся в рамках программ сотрудничества с ведущими зарубежными университетами и научными центрами, реализации международных образовательных программ и проектов, осуществления общей научно-исследовательской деятельности, организации научно-практических семинаров и конференций и участия в них, обмена кадрами и развития академической мобильности.
Среди зарубежных партнёров, с которыми заключены договора о сотрудничестве, Белгородский государственный университет, Курский государственный медицинский университет, Новосибирский государственный медицинский университет, Самарский государственный медицинский университет (Российская Федерация); Вильнюсский университет (Литовская Республика), Магдебургский университет им. Отто Фон Герике (Федеративная Республика Германия), Познанский университет медицинских наук (Республика Польша), Институт физиологии Академии наук Чешской Республики, Таджикский государственный медицинский университет (Республика Таджикистан), Йедитепский университет (Турецкая Республика) и др. 28 сотрудников университета являются членами международных медицинских ассоциаций.